# Amikacin
Amikacin je aminoglikozidni antibiotik koji se koristi za tretiranje različitih tipova bakterijskih infekcija. Amikacin deluje putem vezivanja za bakterijsku 30S ribozomalnu podjedinicu, čime uzrokuje pogrešno očitavanje iRNK te time onemogućava bakterijsku sintezu proteina koji su vitalni za njen rast.

## Medicinske upotrebe
Amikacin se najčešće koristi za tretiranje ozbiljnih, u bolnici stečenih infekcija uzrokovanih gramnegativnim bakterijama otpornim na višestruke lekove kao što su Pseudomonas aeruginosa, Acinetobacter, i Enterobacter. Takođe je efektivan protiv Serratia marcescens i Providencia stuartii. Amikacin se može koristiti za tretiranje netuberkularnih mikobakterijskih infekcija i tuberkuloze (ako je uzrokovana senzitivnim vrstama) kad drugi lekovi nisu uspešni.
Amikacin se može kombinovati sa beta-laktamskim antibioticima za terapiju ljudi sa neutropenijom i groznicom.
Lipozomalni amikacin za inhaliranje je trenutno u završnom stadijumu kliničkih ispitivanja za tretman respiratornih bolesti, kao što je cistična fibroza, , netuberkularnih mikobakterijskih infekcija i bronhiektazije.

## Literatura
- Edson, R. S.; Terrell, C. L. (1999). „The aminoglycosides”. Mayo Clinic Proceedings. 74 (5): 519—528. PMID 10319086. doi:10.4065/74.5.519.}-

|  | Molimo Vas, obratite pažnju na važno upozorenje u vezi sa temama iz oblasti medicine (zdravlja). |